# Drozd

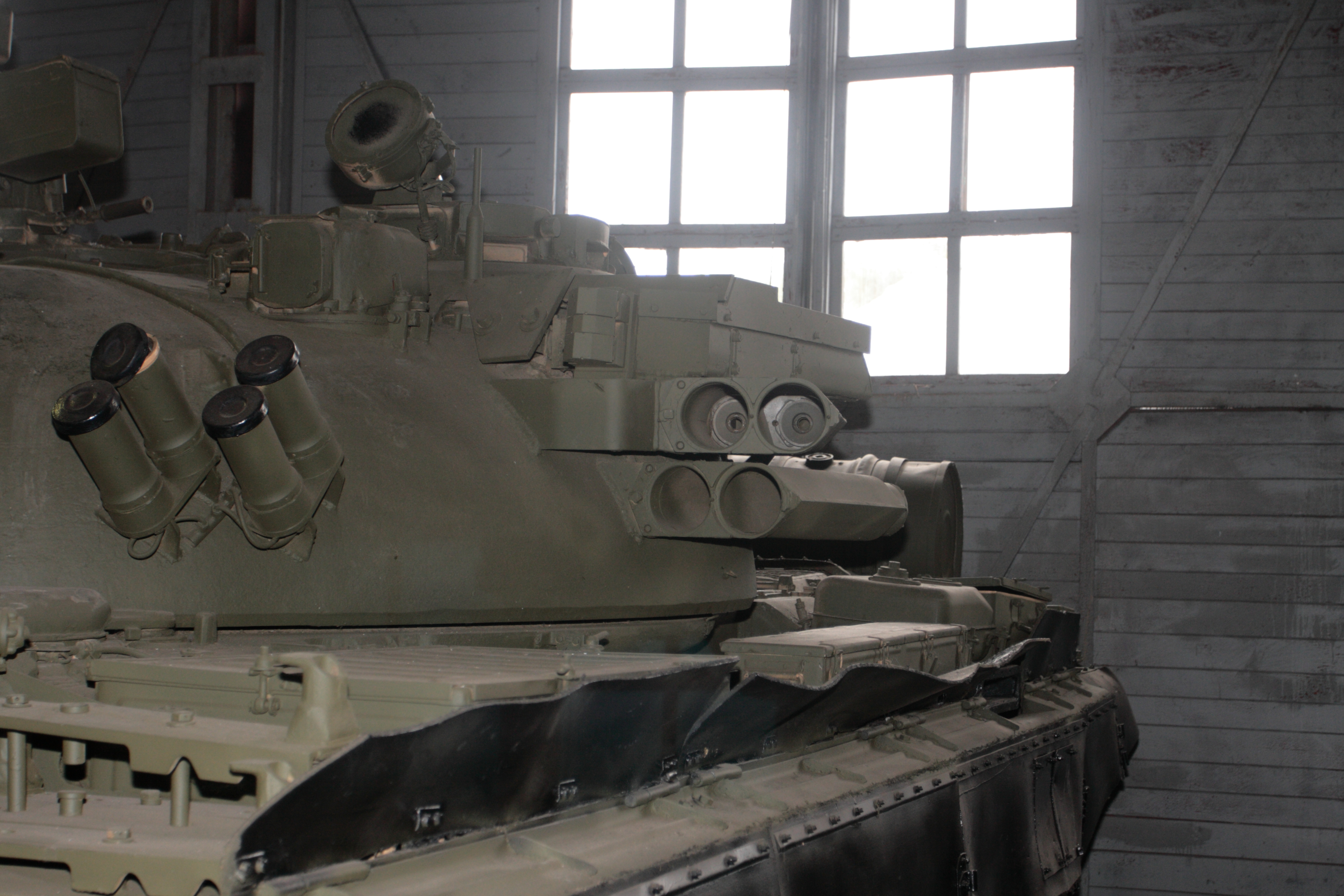
Một chiếc T-55AD với hệ thống "Drozd" tại Bảo tàng xe tăng Kubinka

Drozd Là một hệ thống phòng thủ chủ động trang bị trên các xe tăng của Liên Xô (APS - Active Protection System), được thiết kế để bắn chặn đạn nổ lõm, đạn xuyên động năng và tên lửa chống tăng của địch.
Nghĩa từ Drozd: chim hoét (thurd), tiếng Nga: ДРОЗД. Mã tên: "Hệ thống 1030M-01 ДРОЗД".

## Lịch sử
Drozd do Liên Xô cũ và Nga ngày nay sản xuất, trang bị cho Quân đội Liên Xô và các nước đồng minh. Hệ thống được thiết kế vào khoảng năm 1977-1978. Hệ thống trang bị trên bản hiện đại hóa T-55AD năm 1983 bởi nhóm thiết kế do A. Shipunov's KBP dẫn đầu.. Hệ thống cải tiến tốt hơn Drozd-M (1030М Дрозд) và sau đó là Drozd-2 ra đời năm 1983 sau đó được trang bị trên các xe tăng cũ T-62, T-64, T-72 và một số xe tăng chủ lực mới T-80. Drozd-2 tăng cường bảo vệ 4 mặt và góc cao, bắn ra chùm đạn hình dẹt tăng chiều cao. Từ đó, những hệ thống Drozd-M được gọi là Drozd-1.

## Mô tả
Hệ thống gồm radar 24,5 GHz phát hiện tên lửa chống tăng bắn tới. Đạn chùm mỗi viên nặng 3 gram đặt trong các ống cố định 107mm chĩa ra các hướng. Tên lửa đến với tốc độ 70 m/s-700 m/s được phát hiện. Khi tên lửa vào gần 7 mét, ống bắn ở hướng đó điểm hỏa phóng đạn chùm đánh chặn.
Một xe tăng thường trang bị tối thiểu 2 ăngten radar và hai dãy ống phóng đạn chùm hai bên tháp pháo. Để đảm bảo bảo vệ 4 mặt, cần trang bị thêm ăng-ten và ống phóng. Bên trong giáp, hệ thống nặng khoảng 1 tấn được lắp đặt phía sau tháp pháo.
Ban đầu, hệ thống không được Quân đội Liên Xô chú ý, do xuất hiện các phương tiện bảo bệ bộ binh đi kèm tốt hơn. Nhưng lực lượng Hải quân đánh bộ đặt hàng lắp cho các xe tăng T-55, mục tiêu là xe đổ bộ nhẹ. Xe được hiện đại hóa tại Lviv, Ukraine sau đó được cất trong kho bảo mật. Trong Chiến tranh Liên Xô - Afghanistan 1979-1989, 80% tên lửa chống tăng do phiến quân Mujahideen bắn tới đã bị chặn lại. Trong Chiến tranh Chechnya lần thứ nhất 1994-1996, hệ thống thể hiện nhược điểm khi xe bị bắn từ trên cao trong thành phố. Hệ thống này đã được trang bị ở Trung Đông và Trung Quốc.

## Ưu - Nhược điểm
Nhược điểm lớn nhất của hệ thống là chùm đạn lớn được bắn ra khi hệ thống được kích hoạt có thể gây nguy hiểm cho lực lượng bộ binh đi kèm xe tăng. Drozd là hệ thống APS cho xe tăng làm việc tin cậy và được trang bị thực tế đầu tiên trên thế giới. Sau khi Liên Xô tan rã, để vượt lên các hệ thống đã bị thất thoát, Nga đã phát triển hệ thống ARENA để thay thế Drozd.
| Tính năng:                          | Drozd          | Drozd-2        |
| Góc phương vị:                      | ±40            | ±180           |
| Góc ngang mỗi ổ bắn từ:             | -6° đến +20°   | -6° đến +20°   |
| Tốc độ tên lửa chống tăng bắn tới:  | 70 m/s-700 m/s | 50 m/s-500 m/s |
| Tỷ lệ đánh chặn thành công ít nhất: | 0,7            | 0,8            |
| Thời gian nạp lại đạn:              | 15 phút        | 15 phút        |
| Tiêu thụ điện:                      | 700 W          | 500 W          |
| Khối lượng hệ thống:                | 1 tấn          | 800 kg         |